# 123ª Brigata di difesa territoriale
La 123ª Brigata autonoma di difesa territoriale (in ucraino 123-тя окрема бригада територіальної оборони?, 123-tja okrema bryhada terytorial'noї oborony, unità militare А7052) è la principale unità delle Forze di difesa territoriale dell'Ucraina dell'oblast' di Mykolaïv, subordinata al Comando operativo "Sud" delle Forze terrestri.

## Storia
La brigata è stata costituita il 30 giugno 2018, e il 9 novembre successivo ne è stata annunciata la creazione dal commissario militare regionale Serhij Ivanov. Fra il 17 e il 23 dicembre 2018 si sono svolte le prime esercitazioni dell'unità. Ulteriori sessioni di addestramento sono state organizzate il 21-23 maggio 2019 e il 18-25 settembre 2020.
L'unità è stata mobilitata in seguito all'invasione russa dell'Ucraina del 24 febbraio 2022, prendendo parte ai combattimenti per la difesa di Mykolaïv. All'inizio di marzo ha respinto le forze russe presso l'aeroporto di Kul'bakyne. A giugno elementi della brigata hanno contribuito alla liberazione di Baštanka. Il 14 ottobre 2022 ha ricevuto la bandiera di guerra. Dopo il successo della controffensiva nell'Ucraina meridionale e alla conseguente liberazione di Cherson e dell'intera sponda occidentale del Dnepr, la brigata è rimasta a difesa della regione in seguito al trasferimento in Donbass di tutte le unità dell'esercito regolare precedentemente impiegatevi. Nel 2023 le è stato assegnato il 48º Battaglione d'assalto, costituito a partire dal 251º Battaglione della 241ª Brigata di difesa territoriale.
Alla fine di settembre 2024 la brigata è stata trasferita nell'oblast' di Donec'k con l'obiettivo di permettere la rotazione della 72ª Brigata meccanizzata, stremata dopo oltre due anni in prima linea nella difesa di Vuhledar. Il 2 ottobre, giorno successivo alla caduta della città in mano russa, il comandante del 186º Battaglione, tenente colonnello Ihor Hryb, si è tolto la vita dopo essersi rifiutato di obbedire ai propri superiori e guidare i suoi uomini in quella che riteneva una missione disperata.

## Struttura
- Comando di brigata[11]
- 48º Battaglione d'assalto "Noman Çelebicihan" (unità militare A4945)[12]
- 186º Battaglione di difesa territoriale (Pervomajs'k, unità militare А7352)[13]
- 187º Battaglione di difesa territoriale (Voznesens'k, unità militare А7353)[14]
- 188º Battaglione di difesa territoriale (Očakiv, unità militare А7354)[15]
- 189º Battaglione di difesa territoriale (Mykolaïv, unità militare А7355)[16]
- 190º Battaglione di difesa territoriale (Baštanka, unità militare А7356)[17]
- 191º Battaglione di difesa territoriale (Pervomajs'ke, unità militare А7357)[18]
- 255º Battaglione di difesa territoriale (unità militare А4794)[19]
- Compagnia sistemi senza pilota "Orrore dal Cielo"
- Unità di supporto

## Comandanti
- Colonnello Herman Krauze (2018 - 2020)[20]
- Colonnello Roman Tokarenko (2020 - dicembre 2024)[21]
- Colonnello Oleh Makucha (dicembre 2024 - in carica)[22]